# Cátedra Rouse Ball de Matemática
A Cátedra Rouse Ball de Matemática (em inglês:  Rouse Ball Professorship of Mathematics) é uma das cátedras sênior dos departamentos de matemática da Universidade de Cambridge e da Universidade de Oxford. Os dois postos foram fundados em 1927 por um legado do matemático Walter William Rouse Ball. Em Cambridge, o legado foi feito com a "esperança (não sendo absolutamente uma condição) que pode ser aplicado para tal professor ou reader para ser incluído em seus ou suas aulas e aos aspectos históricos e filosóficos do assunto."

## Lista de catedráticos Rouse Ball em Cambridge
- 1928-1950 John Edensor Littlewood
- 1950-1958 Abram Besicovitch
- 1958-1969 Harold Davenport
- 1971-1993 John Griggs Thompson
- 1994-1997 Nigel Hitchin
- 1998-atualidade William Timothy Gowers

## Lista de catedráticos Rouse Ball em Oxford
- 1929-1950 Edward Arthur Milne
- 1952-1972 Charles Coulson
- 1973-1999 Roger Penrose
- 1999-atualidade Philip Candelas